# Mulot & Petitjean
La maison Mulot & Petitjean, fondée en 1796, est la plus ancienne fabrique et boutiques de pain d'épices de Dijon en Côte-d'Or en Bourgogne-Franche-Comté.

## Hôtel Catin de Richemont, siège social historique
Hôtel particulier à colombage de style néogothique construit au XVe siècle l’immeuble appartint au XVIIe siècle à la famille Catin de Richemont, célèbre famille de parlementaires bourguignons, qui lui donna son nom.

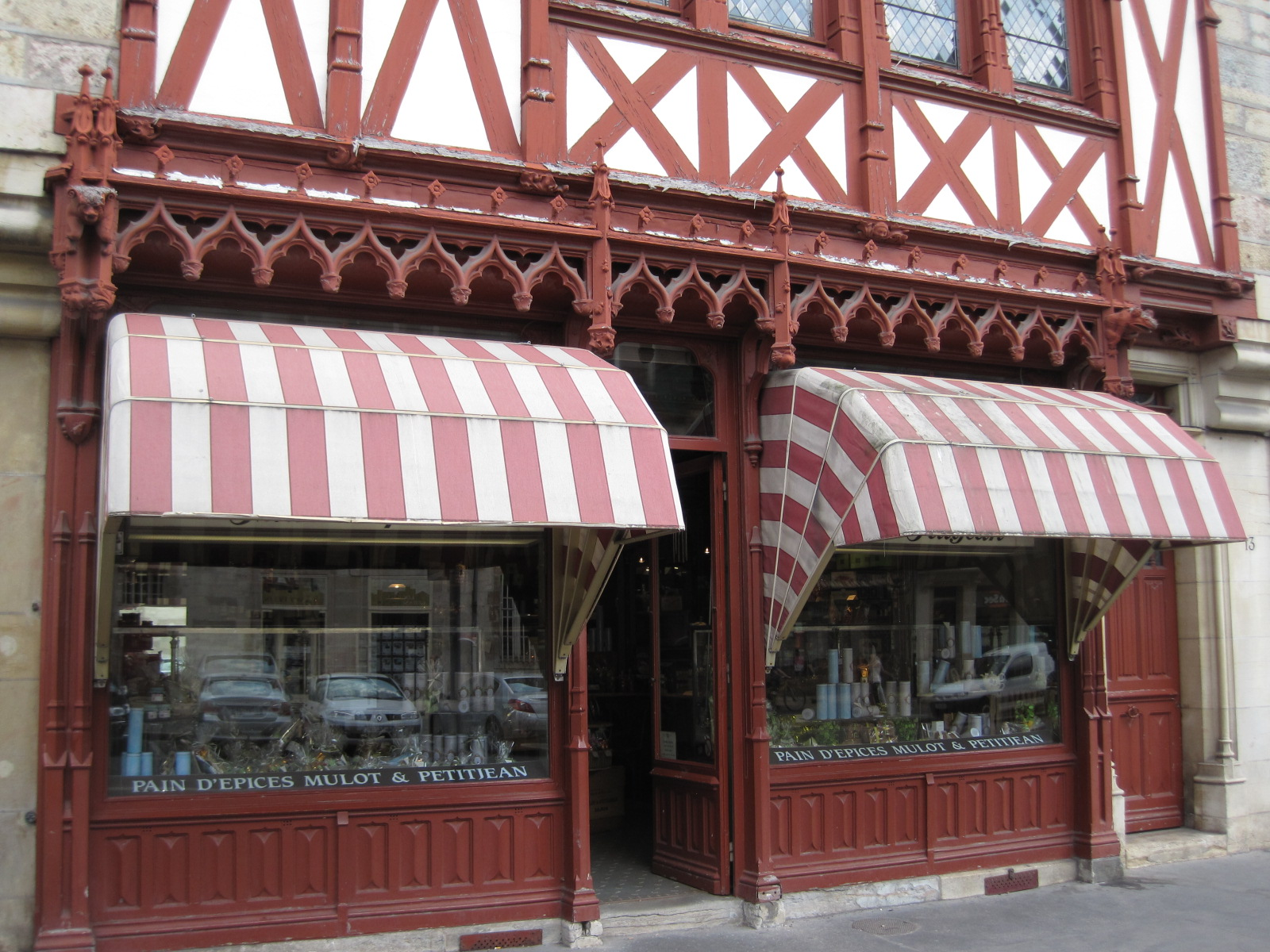
Boutique Mulot & Petitjean.
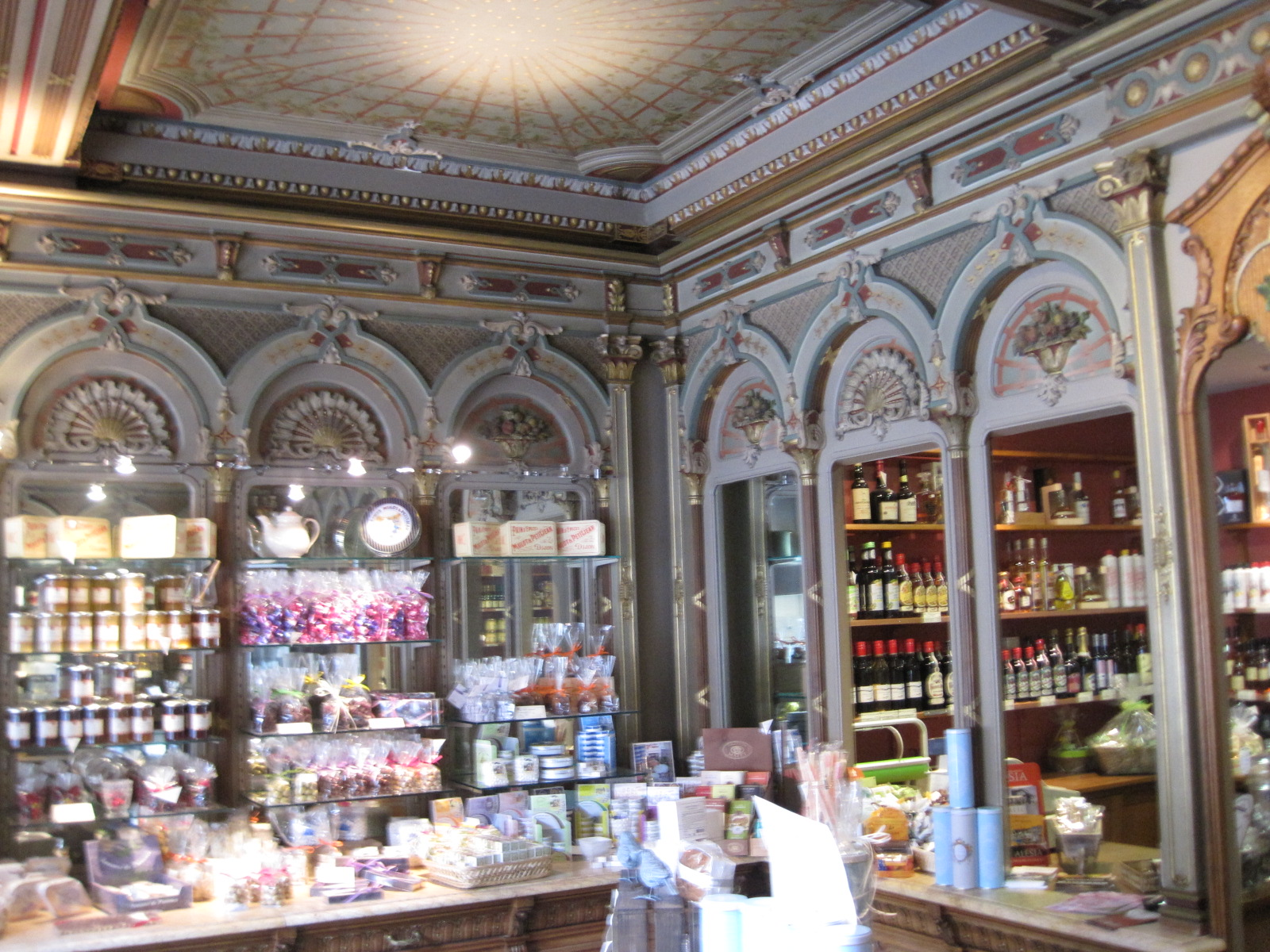
Intérieur de la boutique.
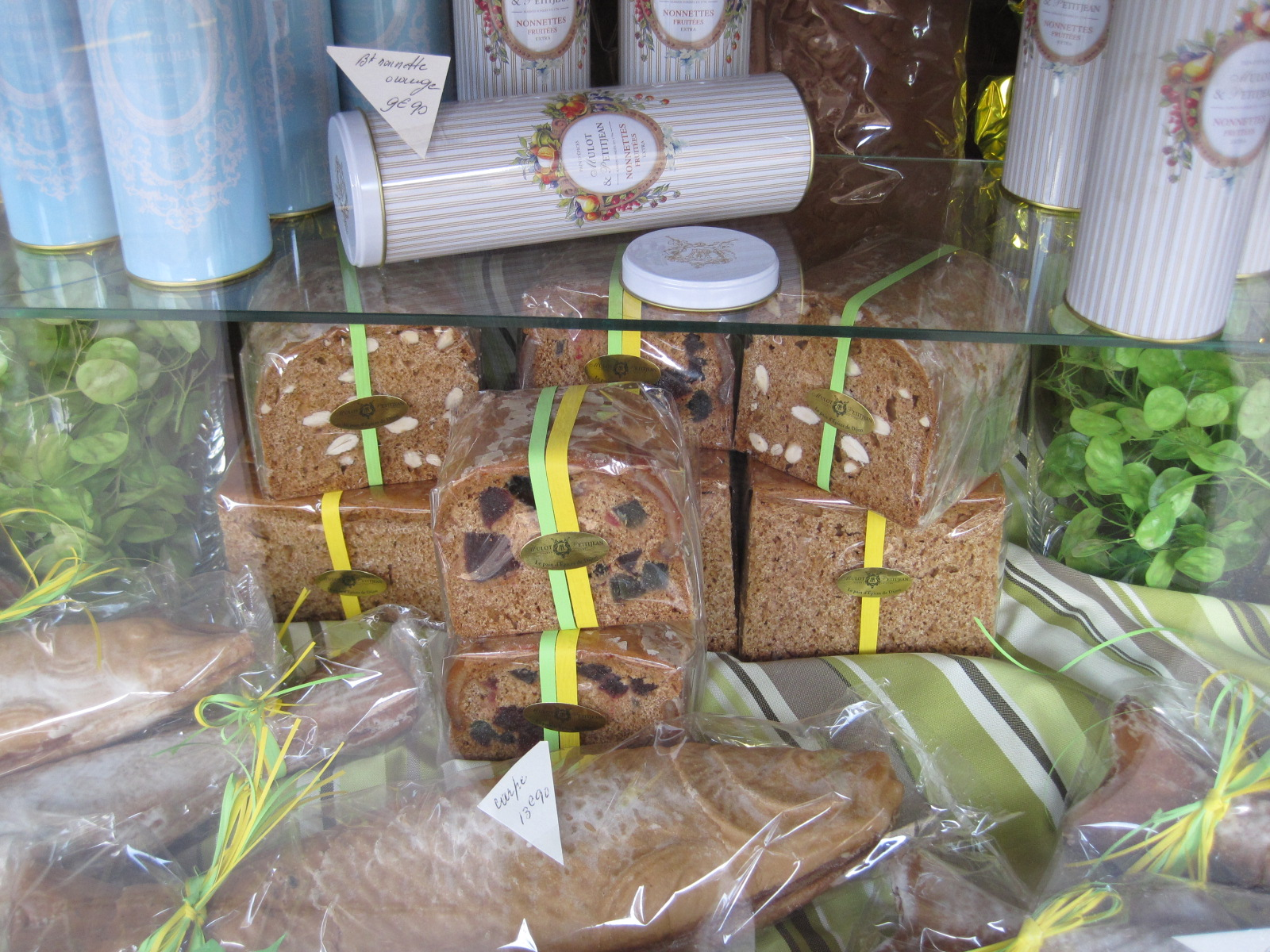
« Pain d'épices de Dijon ».
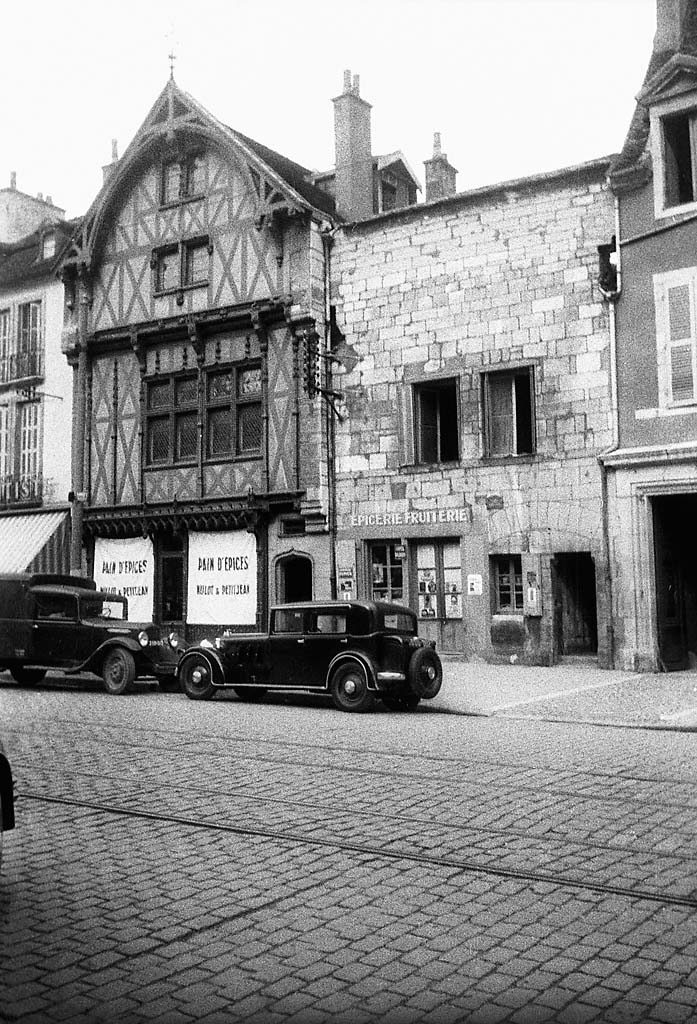
Hôtel Catin de Richemont en 1937.

L'hôtel est ensuite cédé en 1733 à un notaire dont les héritiers occupent les lieux jusqu'en 1805, quand Barnabé Boittier fait l'acquisition du bâtiment, le 6 ventôse an XIII et y installe son commerce de pain d’épices. En 1838, Boittier cède le commerce à un jeune fils de serrurier, Louis Mulot (1818-1907), qui épouse une de ses nièces. Un fils de Louis, Louis (1851-1927) succède à son père en 1880 avant de remettre la boutique à son beau-fils Louis-Auguste Petitjean (1876-1966) en 1901. Ce dernier est lui-même fils d'Alfred (1840-1895), fabricant de pain d'épices qui avait repris, en 1831, la maison Céry.
En 1912, la fabrication du pain d’épices fut transférée boulevard de l’Ouest à Dijon. Cette fabrique est toujours en activité. Après la première Guerre mondiale, en 1919, la restauration du bâtiment fut entreprise. C’est sans doute l'une des dernières restaurations néogothiques de Dijon. Aujourd'hui, la société compte une cinquantaine de salariés.

## Les boutiques
La maison Mulot & Petitjean possède cinq boutiques en France :
- La boutique au no 1, place Notre-Dame à Dijon ;
- La boutique au no 16, rue de la Liberté à Dijon ;
- La boutique au no 13, place Bossuet à Dijon ;
- La boutique au no 1, rue de la Chouette à Dijon ;
- La boutique au no 1, place Carnot à Beaune.